# UCLouvain
La Universitat Catòlica de Lovaina (originalment i en francès, université catholique de Louvain) és una universitat catòlica de parla francesa creada oficialment el 1968 a la ciutat de Ottignies-Louvain-la-Neuve (Bèlgica), resultat de l'escissió de la Universitat catòlica de Lovaina, com a resultat del conflicte lingüístic i una decisió política del 1968. Té arrels fins al 1425, quan es va crear a Lovaina un studium generale (l'antiga Universitat de Lovaina) que hi va existir fins al 1797.
Forma part de la xarxa d'universitats europees Grup Coïmbra.